# Modèle du solide indéformable
Pour l’article homonyme, voir Modèle du solide (mécanique).
Le modèle du solide indéformable est un modèle de solide fréquemment utilisé en mécanique des systèmes de points matériels. Il s'agit d'une idéalisation de la notion usuelle de corps (à l'état) solide, considéré comme absolument rigide, et négligeant toute déformation.

## Première approche
Le solide indéformable est un modèle utilisé en mécanique pour décrire le comportement d'un corps (objet, pièce).
Comme son nom l'indique, on considère qu'au cours du temps la distance entre deux points donnés ne varie pas. Cela signifie que l'on néglige les phénomènes de déformation élastique et a fortiori plastique, et que le solide ne présente pas de rupture.
Ce modèle est très utilisé en cinématique et en dynamique, où il constitue la base de l'étude des mouvements du solide. Par rapport au modèle du point matériel, il permet de prendre en compte la rotation propre de l'objet par rapport au référentiel.

### Principe d'équiprojectivité des vitesses
Une des principales conséquence de cette indéformabilité est l'équiprojectivité du champ des vecteurs vitesse des points du solide. Ceci est la base de la notion de torseur cinématique, et de la notion de centre instantané de rotation.

### Limites du modèle

Dans la pratique, l'accélération produit une déformation du solide proportionnelle à l'effort dynamique.

Le modèle devient inadapté lorsque les efforts mis en jeu (en vertu du principe fondamental de la dynamique) deviennent importants. On peut alors constater un écart notable entre le comportement prédit par la théorie du solide indéformable et le comportement constaté. Par exemple, la déformation élastique d'une pièce provoque un déphasage entre la sollicitation et la réponse, le point de contact d'une pièce ne se trouve pas exactement là où l'on s'y attend et modifie donc les efforts mis en jeu, on constate un effet rebond, voire une dégradation subie par certaines pièces.
En particulier, le modèle du solide indéformable est inadapté à l'étude des chocs, des à-coups et des vibrations (par exemple de l'acoustique).
Par ailleurs, certains systèmes sont conçus pour subir une déformation importante. C'est par exemple le cas des ressorts, des membranes et des soufflets. Le modèle ne permet évidemment pas d'étudier ces systèmes.
Notons également que la notion de corps rigide est en général incompatible avec la relativité restreinte. En particulier, la rigidité ne peut pas toujours être maintenue en relativité lors de mouvements variés, incluant des rotations propres et des accélérations. Le modèle du solide indéformable n'est donc valable que lorsque les vitesses mises en jeu sont très inférieures à la vitesse de la lumière.

## Définition
Un solide S est un ensemble de points matériels Mi dont les distances mutuelles restent constantes au cours du temps.
Il convient de noter que cette définition est très restrictive et ne doit pas être confondue avec celle « d'état solide », qui indique un faible libre parcours moyen des constituants de la matière (inférieur à la distance inter-atomique). Un solide au sens physico-chimique des mouvements d'atomes ou de molécules sans déformation macroscopique (agitation thermique, diffusion). Par ailleurs, on continue à parler de solide même lorsque l'objet subit des déformations notables (élastique, plastique, écoulement visqueux).

## Modèles discret et continu
Comme pour les systèmes matériels en général (déformables ou non), on peut adopter soit un mode de description discontinu (ou discret), ou encore continu.

### Modèle discret
Le modèle le plus facile à utiliser est de considérer le solide (ou le système matériel) comme un ensemble d'un grand nombre de points matériels Mi de masses mi. On définit alors la masse totale du solide par {\displaystyle M=\sum _{i}m_{i}}, étant dans le cadre d'un modèle classique avec additivité des masses. Toutes les autres grandeurs physiques extensives sont formellement définies par des sommes discrètes : par exemple, la quantité de mouvement s'exprime par {\displaystyle {\vec {P}}=\sum _{i}m_{i}{\vec {v_{i}}}}, etc.

### Modèle continu
La matière possède une structure microscopique discrète, étant constituée d'atomes, eux-mêmes ayant d'ailleurs une structure interne.
Toutefois si l'on considère un élément de volume « mésoscopique » du solide, celui-ci est susceptible de contenir un très grand nombre d'atomes. Par exemple un cube de fer de 1 μm de côté (très petit à l'échelle macroscopique) contient près de 8,5 × 1013 atomes. On peut ainsi traiter le solide comme un milieu continu. Plus précisément, un milieu sera dit continu si le nombre de particules contenues dans un volume élémentaire {\displaystyle \mathrm {d} \tau } est suffisamment grand pour que l'on puisse négliger ses fluctuations. Ce mode de description n'est pas spécifique aux corps « solides » mais convient également très bien pour les fluides.
Dans l'hypothèse des milieux continus, on peut décrire le solide (ou également un système matériel comme un fluide) non par un ensemble discret de points matériels, mais par une distribution volumique de masse {\displaystyle \rho (\mathrm {M} )}, définie en tout point M du domaine de l'espace V occupé par le solide.
Plus précisément on peut définir la masse volumique {\displaystyle \rho (\mathrm {M} )} en considérant un élément de volume {\displaystyle \delta \tau } centré au point M, de masse {\displaystyle \delta m}, par {\displaystyle \rho (\mathrm {M} )=\lim _{\delta \tau \to 0}{\frac {\delta m}{\delta \tau }}}, la limite {\displaystyle \delta \tau \to 0} devant s'entendre « avec {\displaystyle \delta \tau } restant important devant les dimensions atomiques ». Une définition similaire est utilisée pour définir la densité de charge électrique ou la densité de courant.
Remarque: le solide est dit homogène si {\displaystyle \rho (\mathrm {M} )} est constant pour tout point M du solide (ou du système).
La plupart des éléments cinétiques des systèmes matériels (et donc, des solides) peuvent être définis en remplaçant la sommation {\displaystyle \sum _{i}\;} sur les indices des points matériels du modèle discret par une intégration volumique sur le domaine V, par exemple :
- masse du solide : {\displaystyle M=\iiint _{\mathrm {M} \in V}\rho (\mathrm {M} )\,\mathrm {d} \tau } ;
- centre de masse C : {\displaystyle {\overrightarrow {\mathrm {OC} }}={\frac {1}{M}}\iiint _{\mathrm {M} \in V}\rho (\mathrm {M} )\,{\overrightarrow {\mathrm {OM} }}\,\mathrm {d} \tau } : ce point qui correspond mathématiquement à une généralisation de la notion de barycentre est confondu avec le centre d'inertie, qui est notion physique (on utilise indifféremment centre de masse ou d'inertie en pratique) ;
- quantité de mouvement : {\displaystyle {\vec {P}}=\iiint _{\mathrm {M} \in V}\rho (\mathrm {M} )\,{\vec {v_{\mathrm {M} }}}\,\mathrm {d} \tau } ;
- moment cinétique en O : {\displaystyle {\vec {L_{\mathrm {O} }}}=\iiint _{\mathrm {M} \in V}\left({\overrightarrow {\mathrm {OM} }}\wedge \rho (\mathrm {M} )\,{\vec {v_{\mathrm {M} }}}\right)\mathrm {d} \tau } ;
- énergie cinétique {\displaystyle E_{\mathrm {c} }=\iiint _{\mathrm {M} \in V}{\frac {1}{2}}\rho (\mathrm {M} )\,v_{\mathrm {M} }^{2}\,\mathrm {d} \tau }.

Pour un solide, le modèle continu est le plus souvent considéré comme plus lourd à utiliser, aussi lui préfère-t-on souvent le modèle discret, notamment dans les démonstrations des divers théorèmes. Néanmoins, il permet de définir le plus rigoureusement les notions de symétrie mécanique et d'effectuer les calculs de moments d'inertie, peu aisés à effectuer par sommation.

### Symétrie mécanique
Il est évident de par la définition d'un solide mécanique que celui-ci possède une forme géométrique propre - il s'agit au demeurant d'une caractéristique macroscopique élémentaire de l'état solide. Il est fréquent de considérer des solides de formes géométriques simples (e.g. sphère, cube, cylindre...) présentant des éléments de symétrie géométrique (e.g. centre, axe ou plan de symétrie) donnés. Toutefois la répartition des masses au sein d'un tel solide ne possède pas nécessairement les mêmes éléments de symétrie.
On parle de symétrie mécanique associée une symétrie géométrique si pour tout couple de points (M, M') du solide homologues dans la symétrie géométrique on a ρ(M)=ρ(M'). L'existence pour un solide de symétries mécaniques simplifie grandement la détermination de la position du centre d'inertie G, des axes principaux d'inertie, les calculs des moments d'inertie.

## Mouvements d'un solide
L'étude générale du mouvement d'un solide est complexe dans le cas général, bien que la condition de rigidité du modèle simplifie grandement le problème. en effet, au lieu d'une infinité (ou d'un très grand nombre) de degrés de liberté un solide possède seulement 6 degrés de liberté :
- 3 correspondant aux coordonnées de son centre d'inertie G ;
- et 3 angles (angles d'Euler par exemple) permettant de décrire sa rotation "propre" dans le référentiel barycentrique.

Il est intéressant de considérer quelques cas particuliers.

### Champ desvitessesd'un solide
Pour deux points quelconques M et P d'un solide. Par hypothèse on a PM = cte, soit :
{\displaystyle {\frac {\mathrm {d} (\mathrm {PM} ^{2})}{\mathrm {d} t}}={\frac {\mathrm {d} ({\overrightarrow {\mathrm {PM} }}^{2})}{\mathrm {d} t}}=0},
et donc :
{\displaystyle {\overrightarrow {\mathrm {PM} }}\cdot {\frac {\mathrm {d} ({\overrightarrow {\mathrm {PM} }})}{\mathrm {d} t}}={\overrightarrow {\mathrm {PM} }}\cdot \left({\vec {v}}_{\mathrm {M} }-{\vec {v}}_{\mathrm {P} }\right)=0}.
Il s'agit donc d'un champ équiprojectif, c'est-à-dire d'un torseur. Par suite :
{\displaystyle {\vec {v}}_{\mathrm {M} }={\vec {v}}_{\mathrm {P} }+{\vec {\omega }}\wedge {\overrightarrow {\mathrm {PM} }}\quad } (1),
où {\displaystyle {\vec {\omega }}} est le vecteur rotation du solide dans le référentiel d'étude (R) (ou le référentiel barycentrique (R*)associé, car les deux sont en translation). Ce vecteur a pour valeur la vitesse angulaire instantanée du solide, pour direction l'axe instantané de rotation du solide.
Cette relation peut être écrite en faisant intervenir le centre d'inertie G du solide (confondu avec le centre de masse C) : en effet il est évident que pour tout point M du solide que GM = cte, donc la formule (1) reste applicable, d'où: {\displaystyle {\vec {v}}_{\mathrm {M} }={\vec {v}}_{\mathrm {G} }+{\vec {\omega }}\wedge {\overrightarrow {\mathrm {GM} }}}, ce qui permet de montrer que le mouvement d'un point M quelconque d'un solide se décompose en un mouvement « de translation » et un autre de « rotation propre ».

### Mouvement de translation d'un solide

#### Définition et exemple
Par définition, un solide (S) est en mouvement de translation dans un référentiel (R) si au cours du mouvement le segment de droite reliant deux points quelconques A et B de (S) garde une direction constante dans l'espace au cours du temps. On peut également dire que lors du mouvement de translation d'un solide dans (R), tout segment reliant deux points quelconques A et B de (S) se déplace parallèlement à lui-même. Ce type de mouvement, très simple, correspond à l'idée d'un déplacement "en bloc" d'un solide. Il est fréquemment observé dans la vie courante, par exemple:
- mouvement d'une cabine d'ascenseur: il s'agit d'un mouvement de translation rectiligne dans un référentiel lié à l'immeuble, la cabine se déplaçant en bloc suivant une direction verticale ;
- mouvement d'une nacelle de grande roue: chaque nacelle est fixée à la roue par un axe autour duquel elle peut librement tourner, par suite lors du mouvement dans le référentiel du bâti de la grande roue, la nacelle garde une orientation fixe dans l'espace. Il s'agit d'un mouvement de translation circulaire.

Ces deux exemples montrent que la notion de mouvement de translation d'un solide ne doit pas être confondue avec celle de mouvement rectiligne.

#### Champ des vitesses et description du mouvement d'un solide en translation
Il résulte de la définition qu'un solide en translation dans un référentiel (R) est dépourvu de rotation propre, par suite: {\displaystyle {\vec {\omega }}_{(s)/(R)}={\vec {0}}} et le champ des vitesses du solide en translation est très simple: {\displaystyle {\vec {v}}_{\mathrm {M} }={\vec {v}}_{\mathrm {G} }}, pour tout point M du solide (S).
Par suite dans le cas d'un solide en translation le mouvement du solide peut être décrit par celui de son centre d'inertie G, tous les autres points M du solide ayant la même trajectoire à un déplacement près. Les éléments cinétiques associées au solide en translation sont également d'expressions très simples, en effet puisque {\displaystyle {\vec {\omega }}_{(s)/(R)}={\vec {0}}} on a respectivement pour l'énergie et le moment cinétique d'un solide en translation (on utilise les théorèmes de König, valables pour tout système matériel) :
- énergie cinétique du solide : {\displaystyle E_{\mathrm {c} }={\frac {1}{2}}Mv_{\mathrm {G} }^{2}}, c'est-à-dire l'énergie cinétique totale d'un solide en translation est celle de son centre d'inertie affectée de la masse totale du solide ;
- moment cinétique du solide par rapport à un point O : {\displaystyle {\vec {L_{\mathrm {O} }}}={\overrightarrow {\mathrm {OG} }}\wedge M{\vec {v_{\mathrm {O} }}}}, là encore le moment cinétique total se confond avec celui du point matériel G affecté de la masse totale du solide.

Ainsi du point de vue dynamique l'étude du mouvement du solide en translation se réduira-t-elle à celle du point matériel G affecté de la masse totale M du solide: ce résultat n'a rien d'étonnant dans la mesure où lors d'un mouvement de translation les trois degrés de liberté de rotation propre du solide sont en quelque sorte « gelés ».

### Mouvement de rotation autour d'un axe fixe

#### Définition et conséquences
Cette situation correspond où, par rapport au référentiel (R), il existe une droite fixe dans (R) notée {\displaystyle (\Delta )} telle qu'à tout instant t les différents points M du solide décrivent chacun un mouvement circulaire de même vitesse angulaire {\displaystyle \omega (t)} le plan perpendiculaire à {\displaystyle (\Delta )} contenant M. Attention en général cette vitesse angulaire n'est pas constante, sauf si la rotation est uniforme.
La droite {\displaystyle (\Delta )} est appelée axe de rotation du solide, il ne passe pas nécessairement par le solide. Si {\displaystyle {\vec {e_{\Delta }}}} est un vecteur unitaire de l'axe {\displaystyle \scriptstyle \left(\Delta \right)} orienté suivant la règle de la main droite, le vecteur rotation du solide {\displaystyle \omega _{(S)/(R)}} est de direction fixe au cours du mouvement et s'écrit {\displaystyle \omega _{(S)/(R)}(t)=\omega (t){\vec {e_{\Delta }}}}, le signe de {\displaystyle \omega (t)} indiquant le sens de la rotation, suivant la règle de la main droite.
La description du mouvement du solide en rotation autour d'un axe fixe est simple : en effet, de par la rigidité du solide, on peut repérer à tout instant la position du solide par une seule coordonnée angulaire, donnant l'angle {\displaystyle \theta } entre un segment de droite reliant un point donné du solide et sa projection sur l'axe, repéré par rapport à une direction choisie pour origine, avec {\displaystyle \omega (t)={\dot {\theta }}} vitesse angulaire du solide. Le mouvement est donc à un seul degré de liberté.

#### Champ des vitesses du solide en rotation autour d'un axe fixe
Comme tout point P de l'axe {\displaystyle (\Delta )} est fixe dans (R), le champ des vitesses du solide (S) en rotation par rapport à {\displaystyle (\Delta )} s'écrit simplement :
{\displaystyle {\vec {v_{i}}}\equiv {\vec {v}}_{\mathrm {M} _{i}}={\vec {\omega }}\wedge {\overrightarrow {\mathrm {PM} _{i}}}},
{\displaystyle \mathrm {M} _{i}} étant un point quelconque de (S). Dans la mesure où {\displaystyle {\vec {\omega }}} est colinéaire à {\displaystyle (\Delta )}, ce champ des vitesses ne dépend pas du choix du point P sur l'axe, car alors en considérant un autre point {\displaystyle \mathrm {H} \in (\Delta )} on a pour tout point {\displaystyle \mathrm {M} _{i}} du solide (S):
{\displaystyle {\vec {v}}_{\mathrm {M} _{i}}={\vec {\omega }}\wedge \left({\overrightarrow {\mathrm {PH} }}+{\overrightarrow {\mathrm {HM} _{i}}}\right)={\vec {\omega }}\wedge {\overrightarrow {\mathrm {HM} _{i}}}},
puisque {\displaystyle {\vec {\omega }}\wedge {\overrightarrow {\mathrm {PH} }}={\vec {0}}}. Si l'on considère la projection {\displaystyle \mathrm {H} _{i}} sur l'axe {\displaystyle (\Delta )} d'un point {\displaystyle \mathrm {M} _{i}} du solide, on peut alors introduire la distance {\displaystyle d_{i}\equiv \|{\overrightarrow {\mathrm {H} _{i}\mathrm {M} _{i}}}\|} entre le point {\displaystyle \mathrm {M} _{i}} et l'axe {\displaystyle (\Delta )}, et comme on a un mouvement circulaire dans le plan perpendiculaire à l'axe {\displaystyle (\Delta )} contenant ces deux points, il en résulte en utilisant une base locale {\displaystyle \left({\vec {e_{\rho }}},{\vec {e_{\theta }}},{\vec {e_{\Delta }}}\right)} l'expression suivante du champ des vitesses du solide en rotation: {\displaystyle {\vec {v_{i}}}=\omega d_{i}{\vec {e_{\theta }}}} , pour tout point {\displaystyle \mathrm {M} _{i}} du solide (S).
Par suite, l'énergie cinétique du solide (S) par rapport à (R) s'écrit :
{\displaystyle E_{k/(R)}=\sum _{i\in (S)}{\frac {1}{2}}m_{i}{\vec {v_{i}}}^{2}={\frac {1}{2}}J_{(S)/(\Delta )}\omega ^{2}},
où la quantité {\displaystyle J_{(S)/(\Delta )}} est le moment d'inertie du solide par rapport à l'axe de rotation {\displaystyle (\Delta )}: {\displaystyle J_{(S)/(\Delta )}\equiv \sum _{i}m_{i}d_{i}^{2}}.
L'énergie cinétique de rotation autour d'un axe fixe est donc proportionnelle au carré de la vitesse angulaire {\displaystyle \omega }, le moment d'inertie {\displaystyle J_{(S)/(\Delta )}} traduisant la répartition des masses du solide autour de l'axe {\displaystyle \left(\delta \right)}.
De la même façon on pour le moment cinétique par rapport à un point O quelconque de l'axe :
{\displaystyle L_{O\in (\Delta )}=\sum _{i}{\overrightarrow {\mathrm {OM} _{i}}}\wedge \left(m_{i}\omega d_{i}{\vec {e_{\theta }}}\right)=\left(\sum _{i}m_{i}d_{i}^{2}\right)\omega {\vec {e_{\rho }}}\wedge {\vec {e_{\theta }}}=J_{(S)/(\Delta )}{\vec {\omega }}},
le moment cinétique d'un solide en rotation autour d'un axe fixe est donc colinéaire à son vecteur rotation .

### Mouvement général d'un solide
Le mouvement le plus général d'un solide par rapport à un référentiel galiléen (R) pourra se décomposer en un mouvement du centre d'inertie G de ce solide par rapport à (R) et un mouvement autour de l'axe instantané de rotation, auquel est associé le vecteur rotation instantané {\displaystyle {\vec {\omega }}_{(S)/(R)}(t)}, dans le référentiel lié au centre d'inertie et en translation par rapport au référentiel d'étude (R). Ce référentiel particulier est le référentiel barycentrique du solide, noté (R*).
Dans ce cas, il est possible de montrer en utilisant les définitions des éléments cinétiques du solide et la propriété liée au champ des vitesses (par rapport au centre d'inertie) que l'énergie cinétique et le moment cinétique du solide s'écrivent:
{\displaystyle E_{k/(R)}={\frac {1}{2}}M{\vec {v}}_{G/(R)}^{2}+{\frac {1}{2}}{\vec {\omega }}\cdot \left({\bar {\bar {I}}}{\vec {\omega }}\right)},
{\displaystyle {\vec {L}}_{O/(R)}={\vec {OG}}\times M{\vec {v}}_{G/(R)}+{\bar {\bar {I}}}{\vec {\omega }}},
où {\displaystyle {\bar {\bar {I}}}} est le tenseur d'inertie du solide et {\displaystyle {\vec {F}}_{ext}} la résultante des forces appliquées. Physiquement l'énergie et le moment cinétiques apparaissent comme la somme de deux termes:
- l'énergie ou le moment cinétique (par rapport à O quelconque) du centre d'inertie G affecté de la masse totale du solide;
- l'énergie ou le moment cinétique propres du solide, c'est-à-dire dans le référentiel barycentrique (R*), dans lequel intervient le tenseur d'inertie, donnant la répartition des masses dans le solide. Le moment cinétique propre ne dépend pas du point où il est évalué, et n'est pas nécessairement colinéaire à {\displaystyle {\vec {\omega }}(t)}, comme cela est le cas pour une rotation autour d'un axe fixe.

Ces résultats sont en fait une illustration des théorèmes de König pour l'énergie et le moment cinétique, qui sont valables pour tout système matériel, déformable ou pas.